# Хант, Харриет
Харриет Хант (англ. Harriet Hunt; род. 4 февраля 1978, Оксфорд) — английская шахматистка, международный мастер (1999), международный гроссмейстер среди женщин (1997). 

## Биография
В 1989—1991 годах пять раз побеждала на чемпионатах Великобритании по шахматам среди девушек в различных возрастных группах. В 1991 году поделила первое место в юниорском чемпионате Великобритании по шахматам в возрастной группе до 14 лет. Четыре раза побеждала на чемпионатах Великобритании среди женщин (1995, 1996, 1997, 1999). С 1990 по 1997 год представляла Англию на юношеских чемпионатах Европы по шахматам и на юношеских чемпионатов мира по шахматам в различных возрастных группах. Самый большой успех пришел в 1997 году в Жагане, когда она выиграла юниорский титул чемпионки мира в возрастной группе до 20 лет. В 1998 году побеждала на международном круговом турнире по шахматам в Оксфорде. В 2003 году разделила третье место на международном турнире по шахматам в Эсбьерге, а в 2004 году заняла третье место в турнире в Гёусдале.
Представляла сборную Англию на крупнейших командных шахматных турнирах:
- в шахматных олимпиадах участвовала шесть раз (1994—2004). В индивидуальном зачете завоевала бронзовую (1998) медаль;
- в командных чемпионатах Европы по шахматам участвовала четыре раза (1997—2003). В командном зачете завоевала 2 бронзовые (1997, 2001) медали. В индивидуальном зачете завоевала золотою (1999) медаль.

В настоящее время занимается исследованиями археогенетики в Кембриджском университете.

## Изменения рейтинга
| График не отображается по техническим причинам. Чтобы исправить это, воспроизведите график в новом формате, если это возможно. |